# Giai thừa

Đồ thị hàm gamma và các cách diễn tả mở rộng khác của giai thừa

Trong toán học, giai thừa là một toán tử một ngôi trên tập hợp các số tự nhiên. Cho n là một số tự nhiên dương, "n giai thừa", ký hiệu {\displaystyle n!} là tích của n số tự nhiên dương đầu tiên.
{\displaystyle n!=1\times 2\times 3\times \dots \times n}
Ví dụ: {\displaystyle 7!=1\times 2\times 3\times 4\times 5\times 6\times 7=5040}
{\displaystyle 5!=1\times 2\times 3\times 4\times 5=120}
Đặc biệt, với {\displaystyle n=0}, người ta quy ước {\displaystyle 0!=1}, đúng theo quy ước của một tích rỗng.
Ký hiệu n! được dùng lần đầu bởi Christian Kramp vào năm 1808. Giai thừa được phổ biến trong nhiều mảng khác nhau của toán học, chủ yếu là mảng tổ hợp, vì đây là số cách khác nhau để xáo trộn một nhóm {\displaystyle n} đối tượng nào đó.

## Định nghĩa đệ quy
Ta có thể định nghĩa đệ quy (quy nạp) n! như sau
1. {\displaystyle 0!=1!=1}
2. {\displaystyle (n+1)!=n!\times (n+1)} với {\displaystyle n\geq 0}

## Một số tính chất và công thức của giai thừa
Giai thừa có tốc độ tăng nhanh hơn hàm mũ nhưng chậm hơn lũy thừa của 10 ({\displaystyle 10^{n}}) bậc n và hàm mũ hai tầng ({\displaystyle a^{b^{c}}}) có cùng cơ số và mũ.
1. {\displaystyle n!=n(n-1)!\qquad \left(\forall n\in \mathbb {N} ,n>0\right)}
2. {\displaystyle \log _{a}{(n!)}=\sum _{x=1}^{n}\log _{a}(x)}
3. {\displaystyle \int _{1}^{n}\log x\,dx\leq \sum _{x=1}^{n}\log x\leq \int _{0}^{n}\log(x+1)\,dx}
4. {\displaystyle n\log \left({\frac {n}{e}}\right)+1\leq \log n!\leq (n+1)\log \left({\frac {n+1}{e}}\right)+1}
5. {\displaystyle e\left({\frac {n}{e}}\right)^{n}\leq n!\leq e\left({\frac {n+1}{e}}\right)^{n+1}}
6. {\displaystyle n!\sim {\sqrt {2\pi n}}\left({\frac {n}{e}}\right)^{n}} (Công thức Stirling).
7. {\displaystyle n!\sim {\sqrt {2\pi }}\left({\frac {n+{\frac {1}{2}}}{e}}\right)^{n+{\frac {1}{2}}}} (công thức Burnside).
8. {\displaystyle n!\sim {\sqrt {2\pi \left(n+{\frac {1}{3}}\right)^{\frac {1}{3}}}}\left({\frac {n+{\frac {1}{3}}}{e}}\right)^{\left(n+{\frac {1}{3}}\right)}\qquad \left(\forall n\in \mathbb {R} ,n\geq -{\frac {1}{3}}\right)}  Đây là dạng nâng cao của công thức Stirling, cũng là ước lượng với độ chính xác cao nhất (sai số lớn nhất {\displaystyle <4\%}, khi n càng lớn thì sai số càng nhỏ).
9. {\displaystyle \ln(n!)\approx n\ln(n)-n+{\frac {\ln(n(1+4n(1+2n)))}{6}}+{\frac {\ln(\pi )}{2}}.}

Đây là công thức ước lượng của Srinivasa Ramanujan.

## Các hệ thức sử dụng ký hiệu giai thừa
- Công thức tính số tổ hợp:

{\displaystyle C_{n}^{k}={\frac {n!}{k!(n-k)!}}(0<k\leq n)}
- Công thức tính số chỉnh hợp:

{\displaystyle A_{n}^{k}={\frac {n!}{(n-k)!}}(0<k\leq n)}

## Mở rộng cho tập số rộng hơn
Theo công thức đệ quy nói trên, thì ta có 0! = 1, còn các giai thừa của số nguyên âm không tồn tại. Như vậy giai thừa trên tập số nguyên đã giải quyết xong.
Một vấn đề được đặt ra: phải mở rộng giai thừa cho tập số rộng hơn. Nhưng làm thế nào?

### Công thức Gamma
Là công thức mang tên một chữ cái Hy Lạp do nhà toán học Thụy Sĩ, Leonhard Euler đề ra. Hàm số này có dạng sau:
{\displaystyle \Gamma (z)=\int _{0}^{\infty }t^{z-1}e^{-t}\,{\rm {d}}t}
Bằng phương pháp tích phân từng phần ta có được:
{\displaystyle \Gamma (z+1)=z\,\Gamma (z)\,.}
Khi đó ta có:
{\displaystyle z!=\Gamma (z+1).\,}
Sau này Euler và Weierstrass đã biến đổi lại thành:
{\displaystyle \Gamma (z)\ =\lim _{n\to \infty }{\frac {n^{z}n!}{\prod _{k=0}^{n}(n+k)}}}
Tính chất quan trọng nhất của nó đã được chính Euler chứng minh, đó là:
{\displaystyle \Gamma (z)\ \Gamma (1-z)\ ={\frac {\pi }{\sin({\pi }z)}}}
Thay z = 1/2 ta thu được:
{\displaystyle \Gamma \left({\frac {1}{2}}\right)\ ={\sqrt {\pi }}}
Một công thức khác cũng không kém phần quan trọng là:
{\displaystyle \Gamma (z)\;\Gamma \left(z+{\frac {1}{m}}\right)\;\Gamma \left(z+{\frac {2}{m}}\right)\cdots \Gamma \left(z+{\frac {m-1}{m}}\right)=(2\pi )^{(m-1)/2}\;m^{1/2-mz}\;\Gamma (mz)\,.}
Hai công thức dưới đây là do Gauss chứng minh:
{\displaystyle \Gamma \left({\frac {1}{2}}+n\right)={(2n)! \over 4^{n}n!}{\sqrt {\pi }}={\frac {(2n-1)!!}{2^{n}}}\,{\sqrt {\pi }}={\sqrt {\pi }}\cdot \left[{n-{\frac {1}{2}} \choose n}n!\right]}
{\displaystyle \Gamma \left({\frac {1}{2}}-n\right)={(-4)^{n}n! \over (2n)!}{\sqrt {\pi }}={\frac {(-2)^{n}}{(2n-1)!!}}\,{\sqrt {\pi }}={\sqrt {\pi }}/\left[{-{\frac {1}{2}} \choose n}n!\right]}

### Giai thừa với số thực

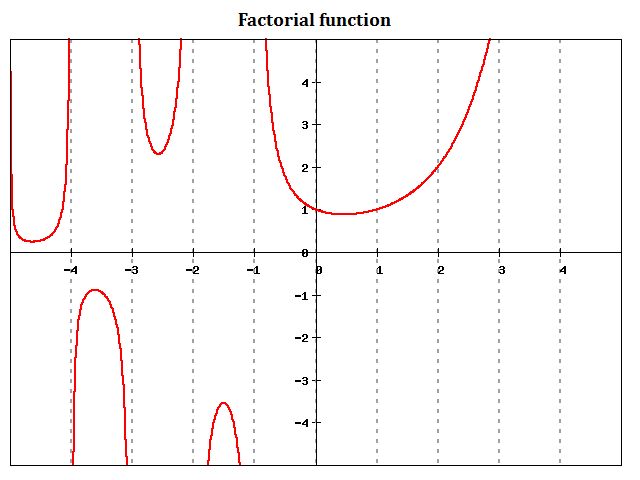
Giai thừa với số thực.

Theo công thức tương ứng giữa giai thừa với công thức Gamma, các nhà toán học đã đề ra công thức Pi có dạng sau:
{\displaystyle z!=\Pi (z)=\Gamma (z+1)\,.}
Như vậy:
{\displaystyle (-0,5)!=\Pi \left(-{\frac {1}{2}}\right)=\Gamma \left({\frac {1}{2}}\right)\,.}
{\displaystyle (n-0,5)!=\Pi \left(n-{\frac {1}{2}}\right)=\Gamma \left(n+{\frac {1}{2}}\right)\,.}
{\displaystyle (-n-0,5)!=\Pi \left(-n-{\frac {1}{2}}\right)=\Gamma \left(-n+{\frac {1}{2}}\right)\,.}
Ví dụ:
- {\displaystyle \Gamma \left(4.5\right)=3.5!=\Pi \left(3.5\right)={1 \over 2}\cdot {3 \over 2}\cdot {5 \over 2}\cdot {7 \over 2}{\sqrt {\pi }}={8! \over 4^{4}4!}{\sqrt {\pi }}={105 \over 16}{\sqrt {\pi }}\approx 11.63.}
- {\displaystyle \Gamma \left(-2.5\right)=(-3.5)!=\Pi \left(-3.5\right)={2 \over -1}\cdot {2 \over -3}\cdot {2 \over -5}{\sqrt {\pi }}={(-4)^{3}3! \over 6!}{\sqrt {\pi }}=-{8 \over 15}{\sqrt {\pi }}\approx -0.9453.}

### Giai thừa với số phức

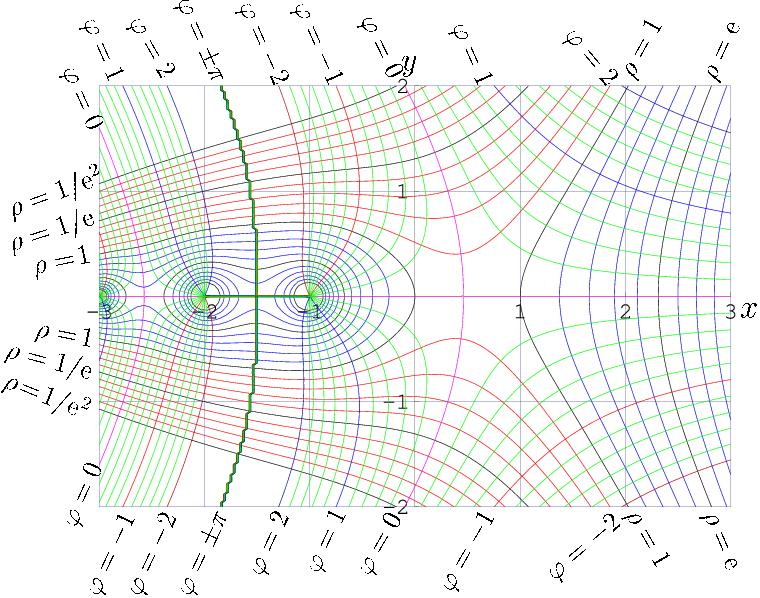
Đồ thị đường đồng mức của hàm giai thừa biến phức.

Công thức chính để tính giai thừa trong trường hợp này là ước lượng Laurent:
{\displaystyle \Gamma (z)=\sum _{k=0}^{\infty }{\frac {\Gamma ^{(k)}(1)}{k!}}z^{k-1}\,,}
với |z| < 1. Khai triển ra ta có bảng các hệ số như sau:
| {\displaystyle n} | {\displaystyle g_{n}}                                                                          | Xấp xỉ                        |
| ----------------- | ---------------------------------------------------------------------------------------------- | ----------------------------- |
| 0                 | {\displaystyle 1}                                                                              | {\displaystyle 1}             |
| 1                 | {\displaystyle -\gamma }                                                                       | {\displaystyle -0.5772156649} |
| 2                 | {\displaystyle {\frac {\pi ^{2}}{12}}+{\frac {\gamma ^{2}}{2}}}                                | {\displaystyle 0.9890559955}  |
| 3                 | {\displaystyle -{\frac {\zeta (3)}{3}}-{\frac {\pi ^{2}\gamma }{12}}-{\frac {\gamma ^{3}}{6}}} | {\displaystyle -0.9074790760} |

Ở đây {\displaystyle \gamma } là hằng số Euler - Mascheroni còn {\displaystyle \zeta } là hàm zeta Riemann.

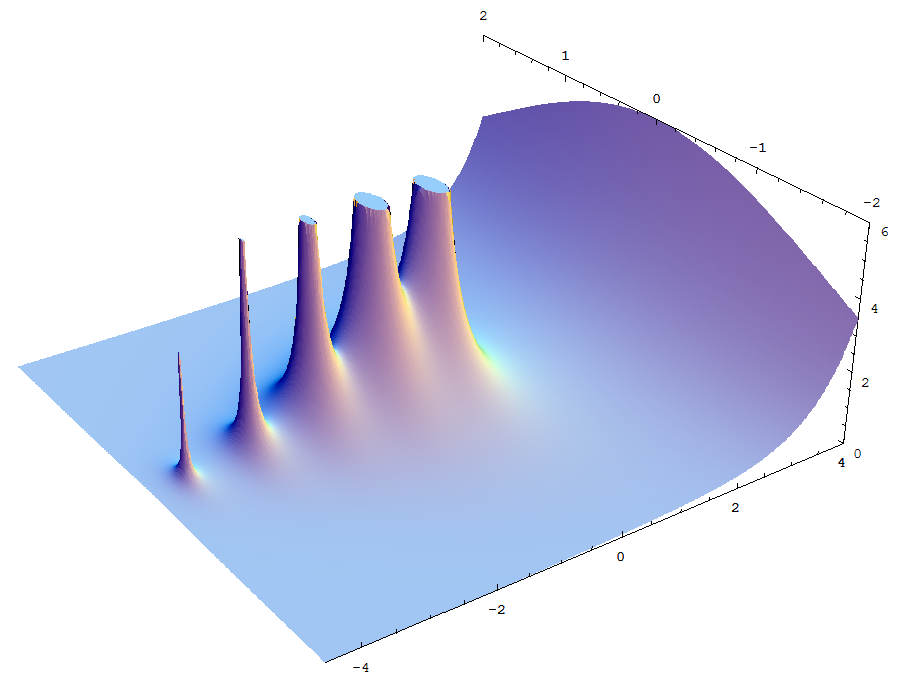
.
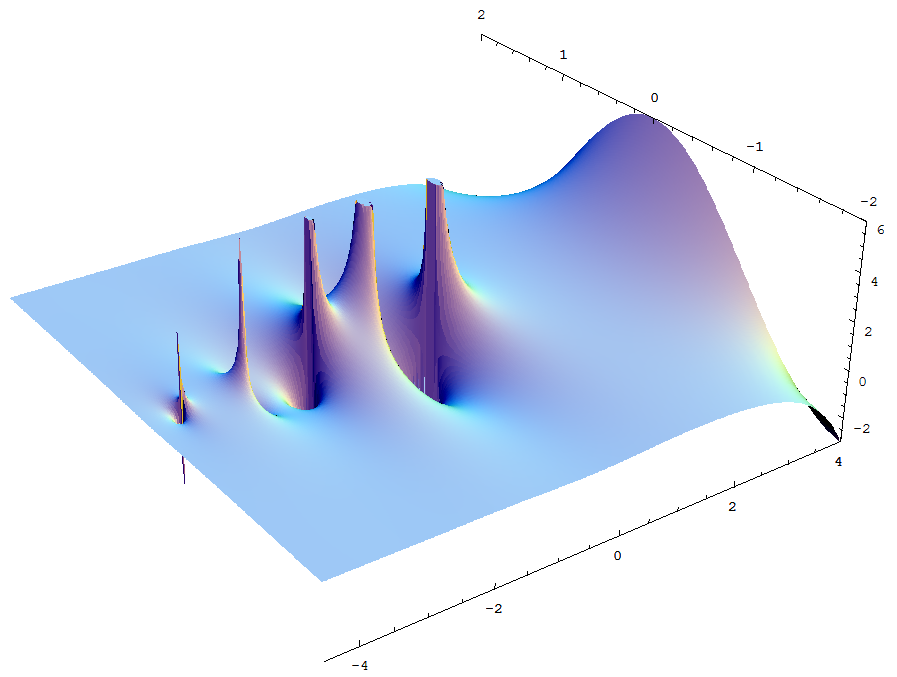
Đồ thị hàm Z = Re(z!).
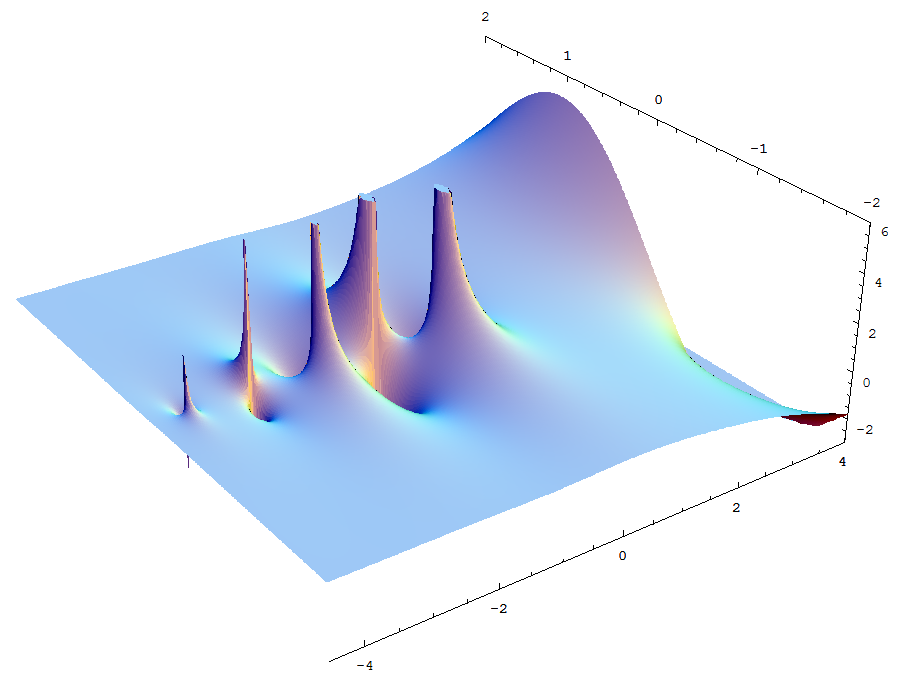
Đồ thị hàm Z = Im(z!).

Ngoài ra, còn có thể sử dựng ước lượng gần đúng theo dạng nâng cao của công thức Stirling với một số bổ sung kèm với đó.
Cụ thể:
{\displaystyle z!=\Gamma (z+1)\approx g(z)={\begin{cases}{\frac {1}{1+{\frac {{\sqrt {\pi }}\arctan \left({\frac {3}{2}}z\right)}{100z}}}}{\sqrt {2\pi \left(z+{\frac {1}{3}}\right)^{\frac {1}{3}}}}\left({\frac {z+{\frac {1}{3}}}{e}}\right)^{\left(z+{\frac {1}{3}}\right)},&\forall z\in \mathbb {C} ,\Re (z)>0.\\{\frac {\pi z}{\sin(\pi z).g(-z)}},&{\text{otherwise}}\end{cases}}}

## Các khái niệm tương tự

### Giai thừa nguyên tố
Giai thừa nguyên tố (ký hiệu n#) với n>1  là tích của tất cả các số nguyên tố nhỏ hơn hoặc bằng n. Chẳng hạn, 7# = 210 là tích các số nguyên tố (2 · 3 · 5 · 7). Tên này đặt theo Harvey Dubner và là từ ghép của prime và factorial. Các giai thừa nguyên tố đầu tiên là:
2, 6, 30, 210, 2310, 30030, 510510, 9699690, 223092870, 6469693230, 200560490130, 7420738134810, 304250263527210, 13082761331670030, 614889782588491410 (theo OEIS).

### Giai thừa kép
Có thể coi n! là tích n phần tử đầu của cấp số cộng với phần tử đầu bằng 1 và công sai bằng 1. Mở rộng với công sai bằng 2 ta có:
Giai thừa kép là tích n phần tử đầu của cấp số cộng với phần tử đầu 1 và công sai là 2.
{\displaystyle n!!=\left\{{\begin{matrix}1,\qquad \qquad \ &&{\mbox{khi }}n<=1;\\n(n-2)!!&&{\mbox{khi }}n\geq 2.\qquad \qquad \end{matrix}}\right.}
Ví dụ:
8!! = 2 · 4 · 6 · 8 = 384
9!! = 1 · 3 · 5 · 7 · 9 = 945.
Dãy các giai thừa kép đầu tiên là:
| n   | 0 | 1 | 2 | 3 | 4 | 5  | 6  | 7   | 8   | 9   | 10   |
| n!! | 1 | 1 | 2 | 3 | 8 | 15 | 48 | 105 | 384 | 945 | 3840 |

Định nghĩa trên có thể mở rộng cho các số nguyên âm như sau:
{\displaystyle (n-2)!!={\frac {n!!}{n}}}
Các giai thừa kép nguyên âm lẻ đầu tiên với n= -1, -3, -5, -7,...là
1, -1, 1/3, -1/15...
Các giai thừa kép của số nguyên âm chẵn là không xác định.
Một vài đẳng thức với giai thừa kép:
{\displaystyle n!=n!!(n-1)!!\,}
{\displaystyle (2n)!!=2^{n}n!\,}
{\displaystyle (2n+1)!!={(2n+1)! \over (2n)!!}={(2n+1)! \over 2^{n}n!}}
Cũng nên phân biệt n!! với (n!)!.

### Giai thừa bội
Ta có thể tiếp tục mở rộng với các giai thừa bội ba (n!!!),bội bốn (n!!!!)....
Tổng quát, giai thừa bội k ký hiệu là n!(k), được định nghĩa đệ quy như sau
{\displaystyle n!^{(k)}=\left\{{\begin{matrix}1,\qquad \qquad \ &&{\mbox{khi }}0\leq n<k;\\n(n-k)!^{(k)},&&{\mbox{khi }}n\geq k.\quad \ \ \,\end{matrix}}\right.}

### Siêu giai thừa (superfactorial)
Neil Sloane và Simon Plouffe đã định nghĩa siêu giai thừa (năm 1995) là tích của n giai thừa đầu tiên. Chẳng hạn, siêu giai thừa của 4 là
{\displaystyle \mathrm {sf} (4)=1!\times 2!\times 3!\times 4!=288\,}
Tổng quát
{\displaystyle \mathrm {sf} (n)=\prod _{k=1}^{n}k!=\prod _{k=1}^{n}k^{n-k+1}=1^{n}\cdot 2^{n-1}\cdot 3^{n-2}\cdots (n-1)^{2}\cdot n^{1}.}
Các siêu giai thừa đầu tiên bắt đầu từ n = 0) là
1, 1, 2, 12, 288, 34560, 24883200,... (dãy số A000178 trong bảng OEIS)
Vào năm 2000, tư tưởng này được Henry Bottomley mở rộng thành siêu giả giai thừa (superduperfactorial) là tích của n siêu giai thừa đầu tiên. Những giá trị đầu tiên của chúng là (bắt đầu từ n = 0):
1, 1, 2, 24, 6912, 238878720, 5944066965504000,...
và tiếp tục đệ quy với siêu giai thừa bội (multiple-level factorial) trong đó siêu giai thừa bội cấp m của n là tích của n siêu giai thừa bội cấp(m − 1), nghĩa là
{\displaystyle \mathrm {mf} (n,m)=\mathrm {mf} (n-1,m)\mathrm {mf} (n,m-1)=\prod _{k=1}^{n}k^{n-k+m-1 \choose n-k}}
trong đó {\displaystyle \mathrm {mf} (n,0)=n} for {\displaystyle n>0} and {\displaystyle \mathrm {mf} (0,m)=1}.

### Giai thừa trên
{\displaystyle x^{\overline {n}}=x(x+1)(x+2)\cdots (x+n-1)={\frac {(x+n-1)!}{(x-1)!}}}